# Aliona Kartașova
Aliona Kartașova (n. 23 ianuarie 1982, Angarsk, RSFS Rusă, URSS) este o luptătoare ce a reprezentat Rusia, medaliată olimpică. A participat la două ediții ale Jocurilor Olimpice (2004, 2008) în care a câștigat o medalie de argint.